# Johan Bäckström (borgmästare)

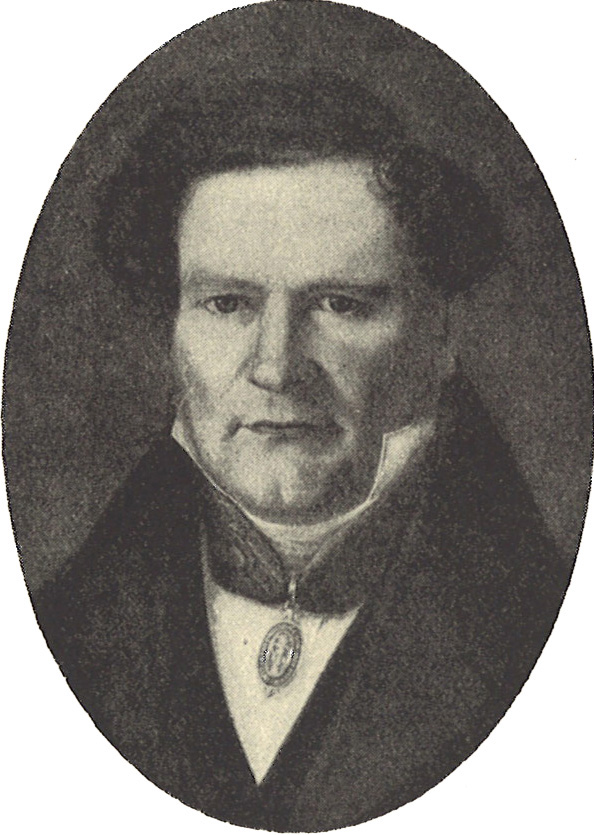
Borgmästaren Johan Bäckström.

Johan Bäckström, född 1792 i Jönköping, död 1855, var en svensk jurist och borgmästare i Lund.
Bäckström, som var son till en soldat, blev student vid Lunds universitet 1810 och avlade tre år senare juridisk examen. Han valdes till Lunds borgmästare efter Adolf Fredrik Bjuggs bortgång 1824, och innehade detta ämbete till sin död. Han efterträddes här av Lars Billström.
År 1833 var Bäckström tillsammans med bland andra Carl Adolph Agardh och Jonas Stecksén en av initiativtagarna till inrättandet av Lunds sparbank, vars vice ordförande han också var från 1837 till sin bortgång. Han var vidare bokhållare i den likaledes nyinrättade Skånska brandförsäkringsinrättningen. Bäckström belönades i sinom tid med Vasaorden. 
Bäckström var gift två gånger, först med Margareta Vahlgren och sedan med Christina Charlotta Djurberg, dotter till garveriidkaren Johan Djurberg i Stockholm. I det senare äktenskapet föddes dottern Hedvig Emilia Charlotta, gift Peterson.